# Castell de Cabres
Castell de Cabres es un municipio de la provincia de Castellón, situado al noroeste de la misma, perteneciente a la comarca del Bajo Maestrazgo. Con 22 habitantes (INE 2024), es el municipio menos poblado de la Comunidad Valenciana.

## Geografía

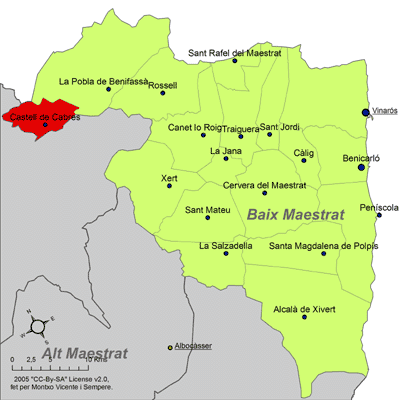
Localización de Castell de Cabres respecto a la comarca del Bajo Maestrazgo

Está situado en el sector suroeste de la subcomarca de la Tenencia de Benifasar.
El término es muy montañoso, con abundancia de pinares y parajes pintorescos, como el Bovalar y la Fuente del Boix. 
Se accede a esta localidad desde Castellón de la Plana tomando la CV-10, luego la N-232 y posteriormente la CV-105.

### Localidades limítrofes
El término municipal de Castell de Cabres limita con las siguientes localidades:
Puebla de Benifasar, Vallibona, Morella y Herbés todas ellas de la provincia de Castellón. Además con Peñarroya de Tastavins en la provincia de Teruel, Aragón.

## Historia
En época musulmana pertenecía al distrito de Morella y por esto, tras la conquista cristiana, fue poblado por Blasco de Alagón el 6 de enero de 1239. En 1237, también fueran fundados en su término, por el mismo señor, los lugares de Mola Escaboça y Vilanova, aunque estos pronto quedaran despoblados. Unos años más tarde se integró en el dominio del monasterio de Puebla de Benifasar, en cuya tinença se mantuvo durante las épocas medieval y moderna. A consecuencia de la guerra de Cataluña, en 1463, quedó despoblado. En 1523, tenía unos 175 habitantes y 416 en 1900 y ha bajado hasta 17 en 2011.

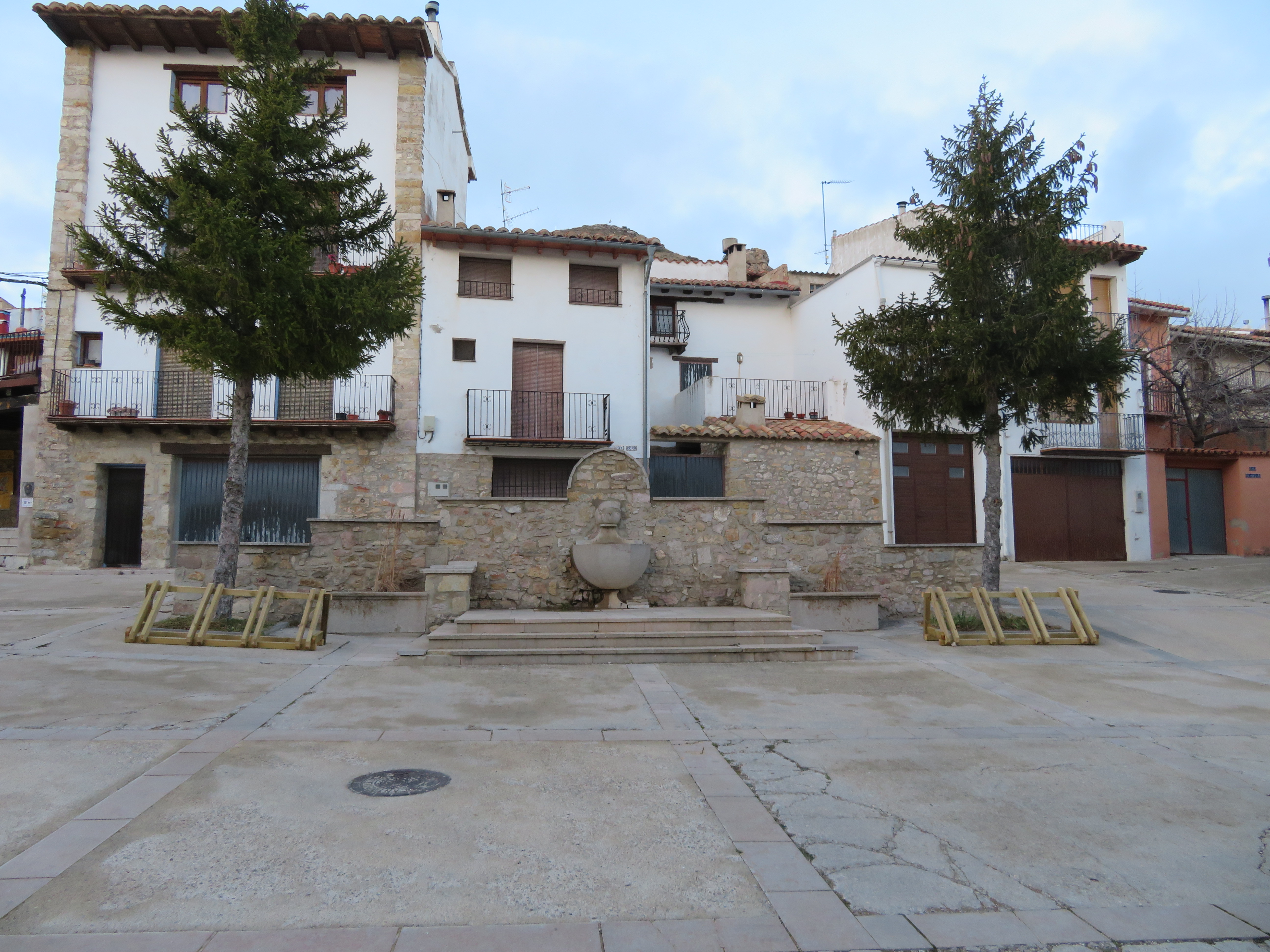
Fuente de la plaza de la Iglesia, Castell de Cabres

## Economía

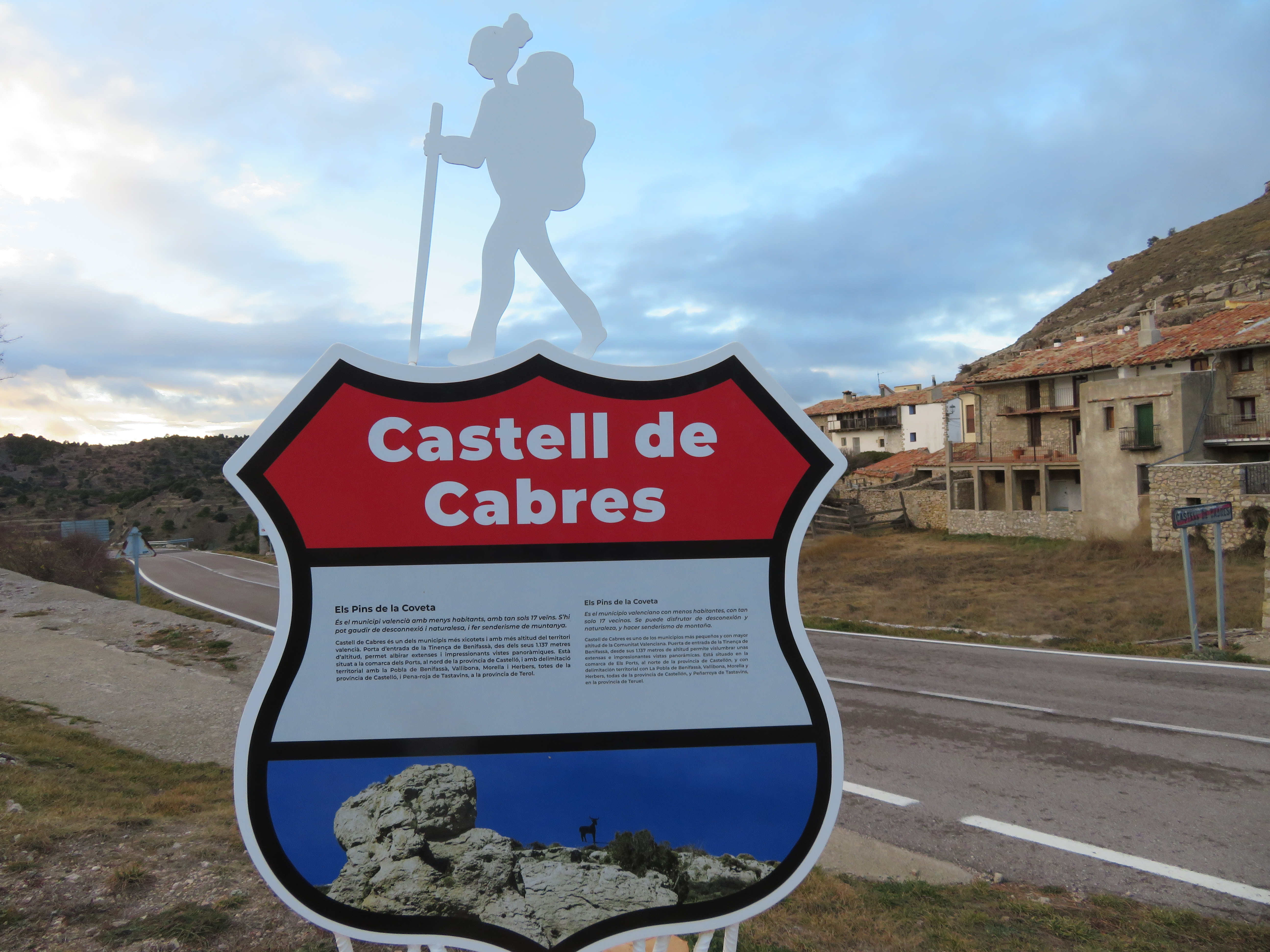
Castell de Cabres, Ruta 99.

Las principales actividades económicas son la ganadería y la hostelería.

## Demografía
Castell de Cabres cuenta con una población de 22 habitantes (INE 2024).
| Gráfica de evolución demográfica de Castell de Cabres entre 1842 y 2021                                                                                                |
| |
| Población de derecho según los censos de población del INE Población de hecho según los censos de población del INEEn este censo se denominaba Castel de Cabras: 1842. |

| 1990 | 1992 | 1994 | 1996 | 1998 | 2000 | 2002 | 2004 | 2005 | 2007 | 2011 | 2014 | 2016 | 2018 | 2020 | 2022 |
| ---- | ---- | ---- | ---- | ---- | ---- | ---- | ---- | ---- | ---- | ---- | ---- | ---- | ---- | ---- | ---- |
| 29   | 24   | 22   | 24   | 22   | 22   | 19   | 19   | 19   | 18   | 17   | 16   | 17   | 19   | 22   | 20   |

## Política
| Periodo   | Nombre                       | Partido   |
| --------- | ---------------------------- | --------- |
| 1979-1983 | Ovidio Tena Segura           | UCD       |
| 1983-1987 | Miquel Querol Viñals         | PSPV-PSOE |
| 1987-1991 | Amador Prades Segura         | PSPV-PSOE |
| 1991-1995 | José Ramón Segura Giner      | PSPV-PSOE |
| 1995-1999 | José Ramón Segura Giner      | PSPV-PSOE |
| 1999-2003 | José Ramón Segura Giner      | PSPV-PSOE |
| 2003-2007 | José Ramón Segura Giner      | PSPV-PSOE |
| 2007-2011 | José Vicente Prades Sabater  | PSPV-PSOE |
| 2011-2015 | María de la Paz Querol Giner | PP        |

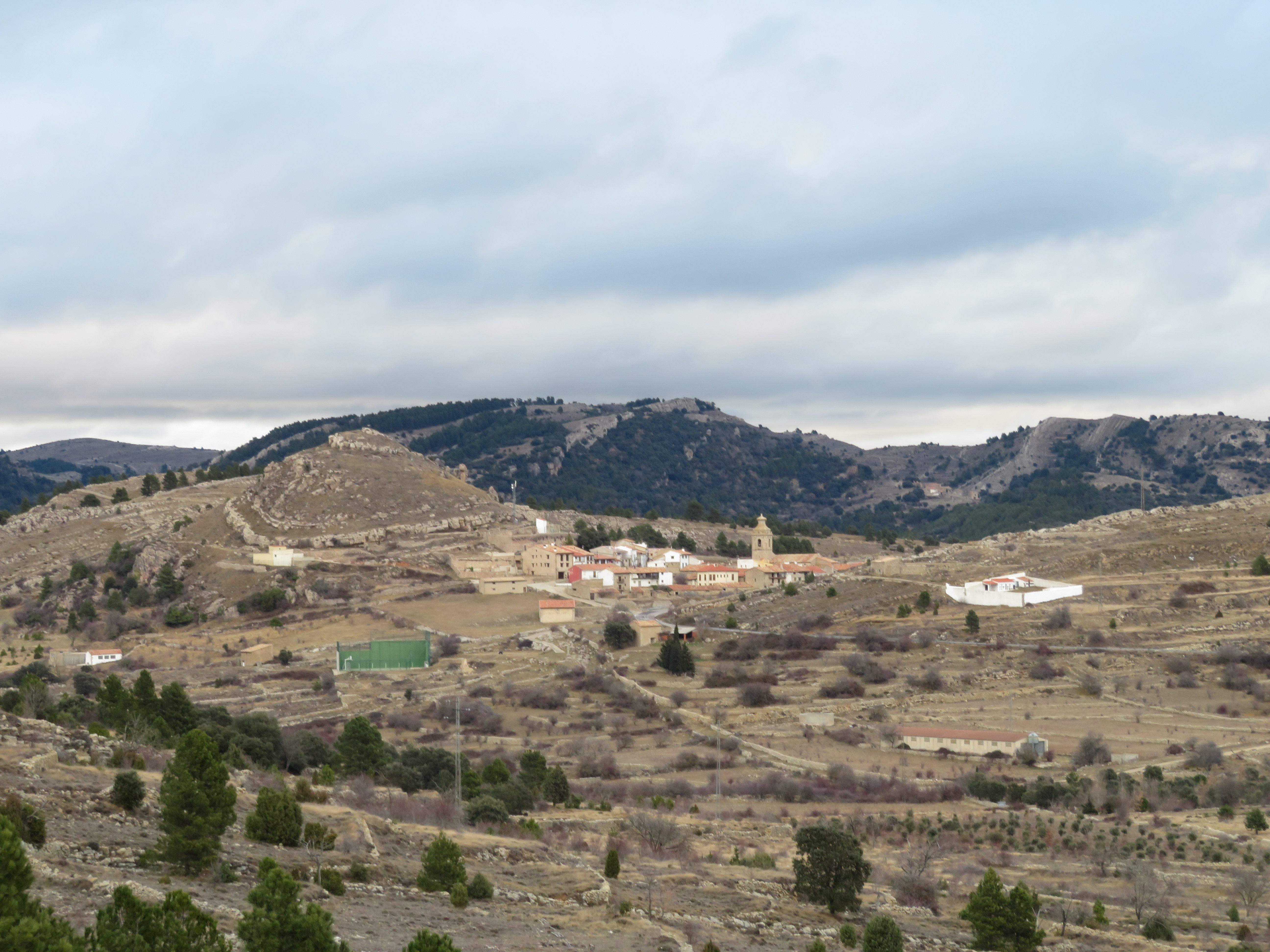
Castell de Cabres, poble del interior del Parc Natural de la Tinença de Benifassà.

| 2015-2019 | María de la Paz Querol Giner | PP        |
| 2019-2023 | María José Tena Gasulla      | PSPV-PSOE |
| 2023-act. | María José Tena Gasulla      | PSPV-PSOE |

| Partido político | 2023  | 2023       | 2019  | 2019       | 2015  | 2015       | 2011  | 2011       | 2007  | 2007       |
| ---------------- | ----- | ---------- | ----- | ---------- | ----- | ---------- | ----- | ---------- | ----- | ---------- |
| Partido político | Votos | Concejales | Votos | Concejales | Votos | Concejales | Votos | Concejales | Votos | Concejales |
| PSPV-PSOE        | 8     | 1          | 8     | 2          | 4     | 1          | 5     | 1          | 11    | 1          |
| PP               |       |            | 7     | 1          | 8     | 2          | 8     | 2          | 1     | 0          |
| PSD              |       |            |       |            |       |            |       |            | 4     | 0          |
| Avant CdC        | 8     | 2          |       |            |       |            |       |            |       |            |

## Monumentos y lugares de interés
- Iglesia parroquial de San Lorenzo de Castell de CabresPortada de la iglesia parroquial de San Lorenzo de Castell de CabresCastillo

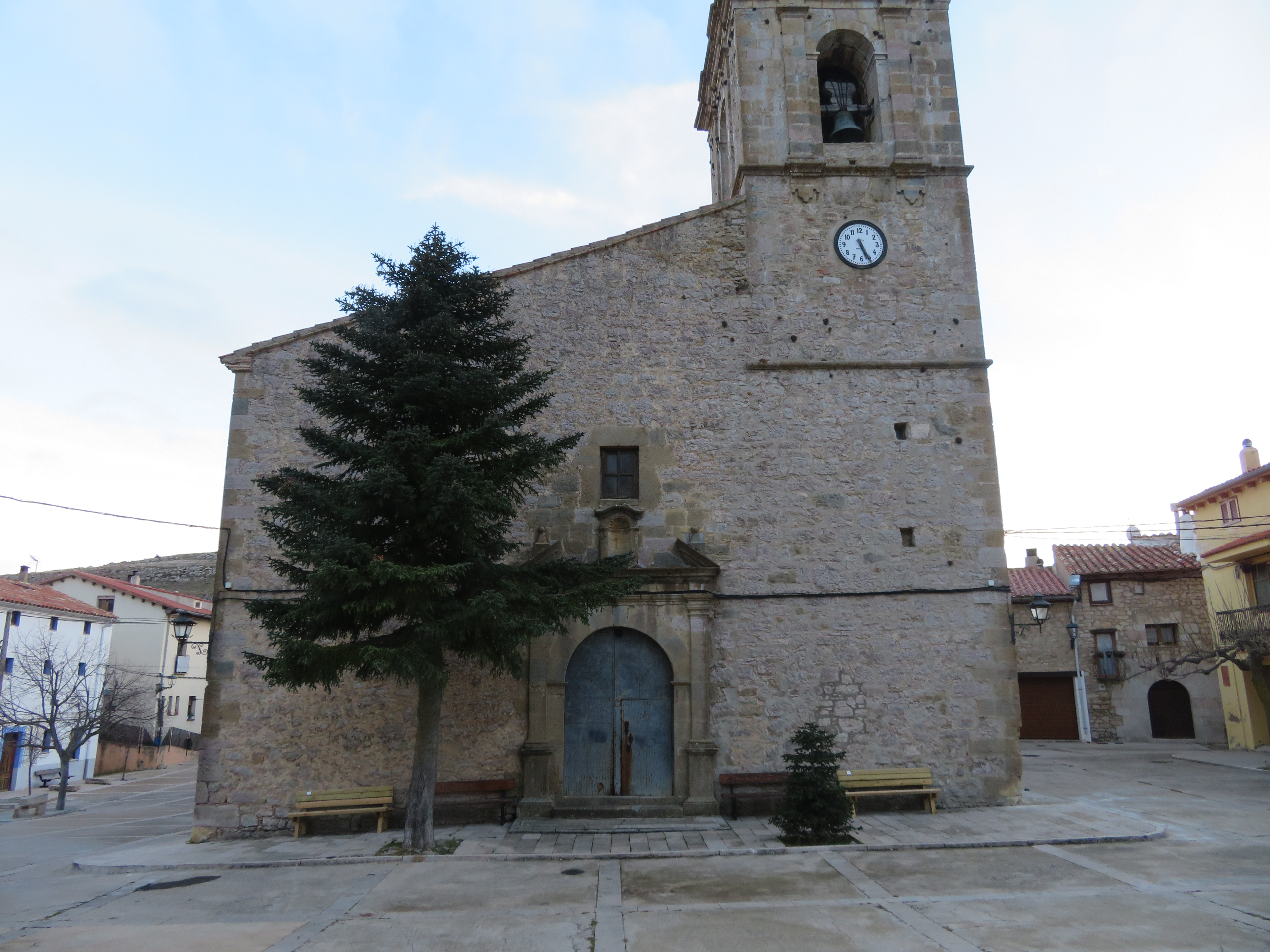
Iglesia parroquial de San Lorenzo de Castell de Cabres

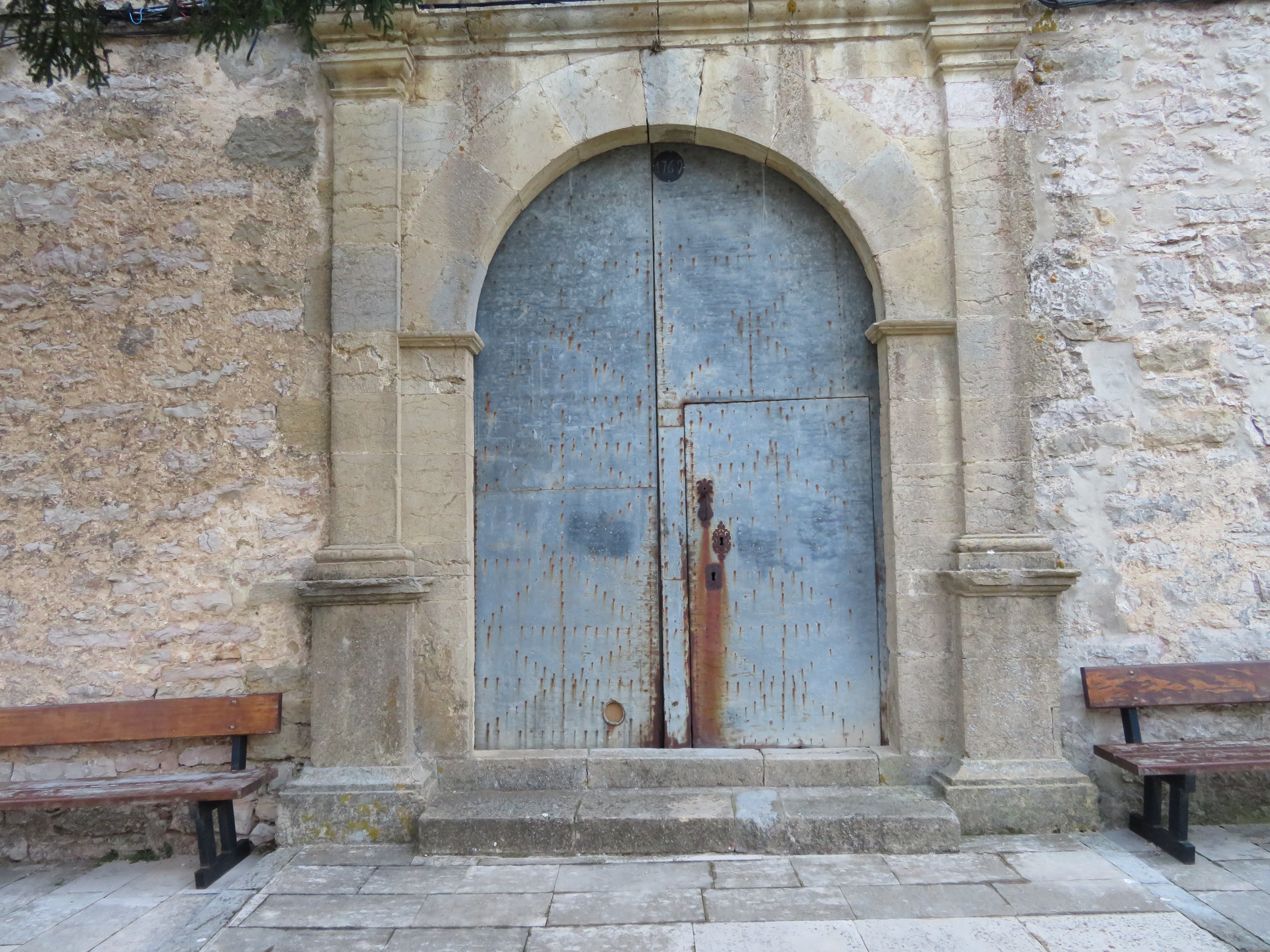
Portada de la iglesia parroquial de San Lorenzo de Castell de Cabres

- Iglesia parroquial. Dedicada a San Lorenzo.
- El Bovalar.
- La Fuente del Boix.

## Fiestas locales.
- Fiestas patronales. Se celebran el primer domingo de septiembre en honor del patrón San Lorenzo.

## Gastronomía.
En su gastronomía tradicional destacan platos con conejo, cordero a la brasa, el “tombet”, cabrito, robellones, legumbres, la “olleta”, "ternascos", quesos, embutidos, jamón. 